# 重盛赳男
重盛 赳男（しげもり たけお、1991年9月21日 - ）は、長野放送のアナウンサー。

## 来歴
1991年9月21日、長野県伊那市生まれ。
高校在学中は、陸上競技部に所属。
大学在学中、ロンドン大学東洋アフリカ研究学院に交換留学をしていた経験がある。TOEICの点数は940点。
2014年4月、南日本放送入社。同期は藤本真未と増田優香子。
2016年3月6日、鹿児島マラソン2016の中継番組では、フルマラソンを走りながら中継リポーターを務め、その後完走。
2017年3月5日、鹿児島マラソン2017の中継番組でも前年同様ランナーリポーターを務め、完走した。タイムは5時間24分56秒だった。
2018年3月31日、南日本放送を退職。
2018年4月1日に帰郷して長野放送に中途入社。

## 人物
趣味は、走ること、自転車、特撮鑑賞。
鹿児島マラソンの中継番組でランナーリポーターを務めたほか、プライベートでもフルマラソンを走っている。ベストタイムは、2017年に第36回いぶすき菜の花マラソン大会で出した3時間33分26秒。その後、2020年別府大分毎日マラソン大会にて2時間52分52秒と大幅に更新。

## 現在の担当番組
- NBSみんなの信州 (2019年9月30日 - 、キャスター)
- スポーツ中継
- NBSニュース

## 過去の担当番組

### 南日本放送

#### テレビ
- たけおの鹿児島全力たび！ （2015年 - 2018年） - 進行
かごしま4やどーんと鹿児島内で不定期で放送していた。鹿児島県外でも、スカパー!などの歌謡ポップスチャンネル内で無料放送されている「インターローカルアワー」で、当コーナーが放送された[6]。
台湾、ミャンマー、マレーシア、インドネシアでも放送された。台湾では、日本専用チャンネル「国興衛視（GSTV）」で「来去鹿兒島住一晩」というタイトルで放送。
- かごしま4 （2014年10月 - 2018年） - レポーター
- MBCニュース （2014年7月 - 2018年）
- 鹿児島マラソン2017 スーパーダイジェスト （2017年3月6日） - 出演
- 鹿児島マラソン2017 （2017年3月5日） - リポーター
- 第30回記念 鹿児島県地区対抗女子駅伝競走大会 （2017年1月29日） - 実況（第2移動車）
- ズバッと!鹿児島 （2016年4月 - 2017年3月） - 進行
- 鹿児島マラソン2016 スーパーダイジェスト （2017年3月7日） - 出演
- 鹿児島マラソン2016 （2016年3月6日） - リポーター
- ときめきワイド （2015年4月 - 2016年3月） - 進行

#### ラジオ
- ゆうぐれエクスプレス （2017年4月 - 2018年3月） - パーソナリティー
- MBCスポーツ （2017年4月 - 2018年3月） - パーソナリティー
- ガクエンに行こう！ （2016年10月 - 2018年3月） - 進行
- 重盛赳男の信州「松本」全力たび （2015年 - 2018年3月） - パーソナリティー
- 賢治先生のふるさと歴史館 （2014年10日 - 2018年3月） - パーソナリティー
- MBC50ニュース （2014年6月 - 2018年3月）
- 第99回 全国高等学校野球選手権鹿児島大会 決勝 実況中継 （2017年7月20日） - リポーター
- 第22回 MBC旗争奪鹿児島県選抜高校野球1年生大会 決勝 実況中継 （2016年11月13日） - リポーター
- 第21回 MBC旗争奪鹿児島県選抜高校野球1年生大会 決勝 実況中継 （2015年11月23日） - リポーター
- 第20回 MBC旗争奪鹿児島県選抜高校野球1年生大会 決勝 実況中継 （2014年11月16日） - リポーター

### 長野放送

#### テレビ
信州夢山河（2018年4月 - 2021年3月、ナレータ―）
ふるさとライブ（2019年9月30日 - 2023年9月28日、ニュースキャスター／月 - 水曜→火・木曜）